# 帕尔梅托站
帕尔梅托站（英語：Palmetto station）是美国佛羅里達州邁阿密-戴德縣的一座迈阿密地铁车站，也是迈阿密地铁系统的北端终点站，由邁阿密-戴德公共交通局（MDT）运营管理，具体位置位于西北第77街和西北第79大道的交界處，靠近帕尔梅托快速公路（SR 826）的西北第74街出入口。车站建筑布局形式为地面车站，车站设有两条股道及一个岛式站台。
1996年，为了舒缓帕尔梅托快速公路（SR 826）与海豚快速公路（SR 836）及95号州际公路（I-95）之间的交汇处堵塞状况，佛罗里达州运输部和戴德县公共交通局开始展开研究，计划将迈阿密地铁向西延伸至米德丽并与帕尔梅托快速公路交汇。1996年8月，帕尔梅托延伸段的初步设计被提交给交通美学审查委员会并获得初步批准。1999年7月，全长1.4英里（2.25公里）的帕尔梅托延伸段正式动工兴建，该线从奥基乔比站向西延伸并下穿帕尔梅托快速公路，在公路西侧的西北74街出口处增设帕尔梅托站，为迈阿密地铁的第二十二个车站；该项目总投资为8780万美元，资金主要来自联邦公共交通管理局、联邦公路管理局和佛罗里达州运输部。2003年5月30日，迈阿密地铁帕尔梅托延伸段正式建成通车。

## 车站结构
| P 站台层 | 南行方向                   | ▉ 迈阿密地铁绿线，往达德兰南方向（奥基乔比） |
| P 站台层 | 岛式站台，左边车门将会开启 |                                              |
| P 站台层 | 北行方向                   | ← ▉ 迈阿密地铁绿线（终点站）                 |
| G 地面层 | 站厅                       | 出入口、巴士站、停车场                       |

## 外部連結
- Miami-Dade County: Metrorail Stations （页面存档备份，存于）